# Елгай
Елга́й — село в Кожевниковском районе Томской области России. Входит в состав Староювалинского сельского поселения.

## География
Село находится в южной части Томской области, недалеко от административной границы с Новосибирской областью, на берегу реки Бакса, в 6 км выше по течению до впадения в неё реки Елгайчик, на расстоянии 53 км к западу от села Кожевниково, административного центра района.

### Часовой пояс
Село Елгай, как и вся Томская область, находится в часовой зоне МСК+4. Смещение применяемого времени относительно UTC составляет +7:00.

## Население
| 2002 | 2010 | 2012 | 2013 | 2014 | 2015 | 2021 |
| ---- | ---- | ---- | ---- | ---- | ---- | ---- |
| 490  | ↘423 | ↘412 | ↗424 | ↘417 | ↗421 | ↘403 |

## Экономика
Основу местной экономической жизни составляют сельское и лесное хозяйство и розничная торговля.

## Инфраструктура
В селе действуют основная общеобразовательная школа, фельдшерско-акушерский пункт, библиотека, дом культуры.